# Тезеида

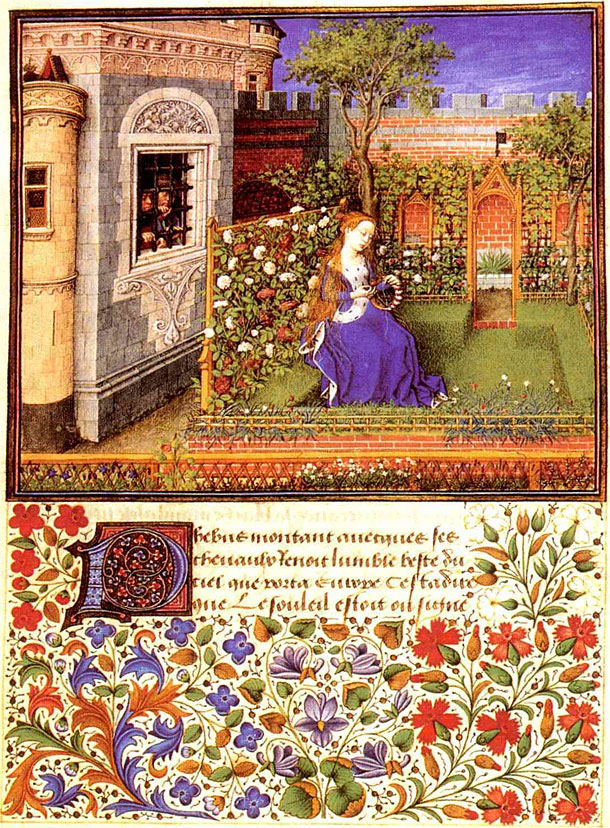

«Тезеи́да» (итал. Teseida delle nozze d'Emilia) — эпическая поэма Боккаччо, сопровождаемая подробным мифографическим комментарием. Является основой «Рассказа Рыцаря» из «Кентерберийских рассказов» Джеффри Чосера.

## Сюжет

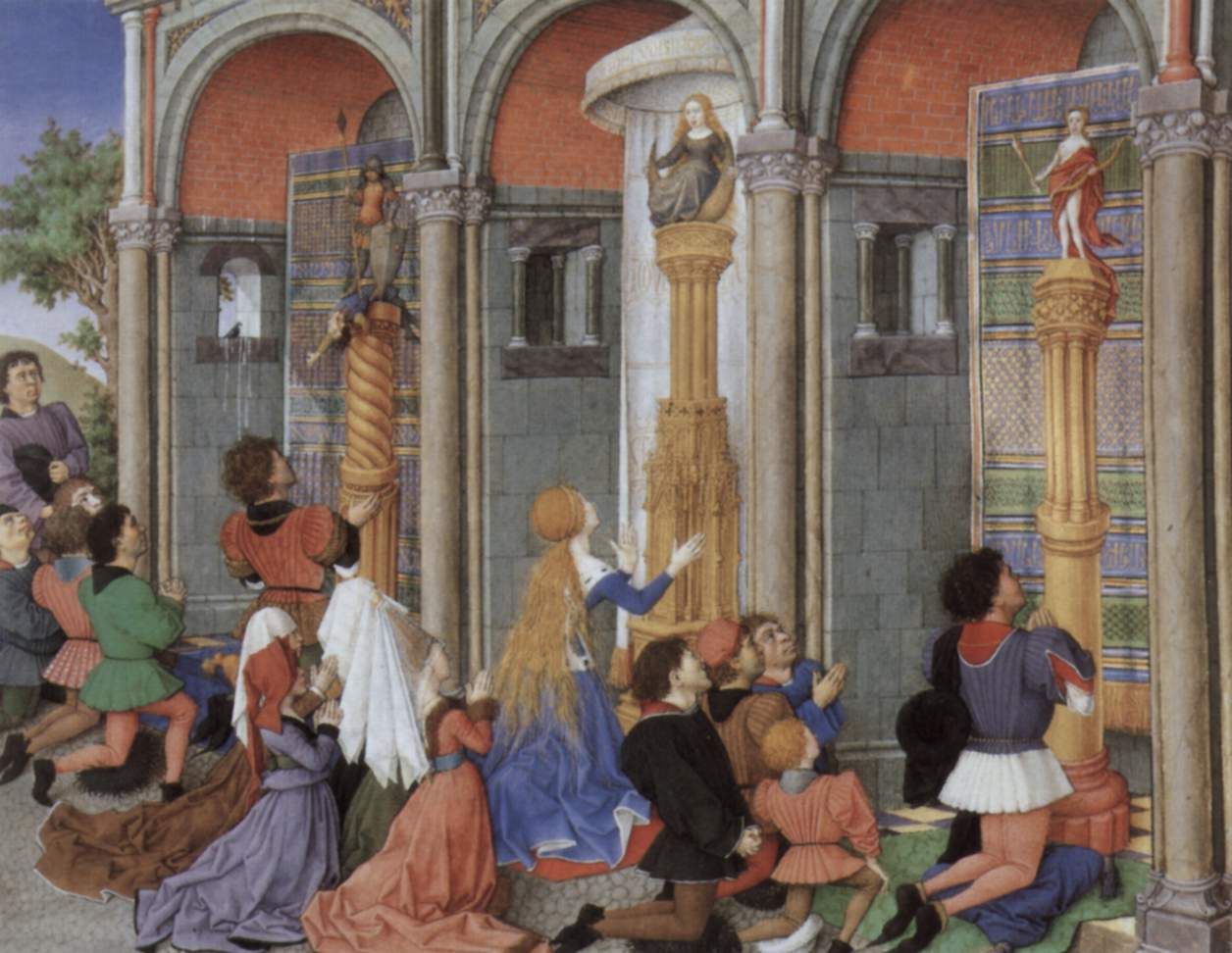
Эмилия, Арчита и Палемон молятся своим богам (миниатюра из французской рукописи)

Афинский герцог Тезей привозит из похода на родину царицу амазонок Ипполиту, ставшую его женой, и юную её сестру Эмилию. Вскоре Тезей идет на Фивы и сражает там царя Фив Креонта.
В Афинах, празднующих новую победу Тезея, томятся под стражей два друга-фиванца, Арчита и Палемон. Окна темницы выходят в сад, где любит прогуливаться Эмилия. Любовь посещает узников весной, полгода они утоляют её созерцанием, а осенью Арчите дарована свобода, но запрещено под страхом смерти возвращаться в Афины.
Он всё же возвращается — под чужим именем и неузнанным, так его изменили любовные муки. Узнает его сразу только Эмилия, а спустя долгое время — слуга Палемона, и Палемон, уязвленный ревностью, находит способ обмануть стражей, настигает Арчиту и вызывает его на смертный бой. Поединок прерван появлением Тезея, который смягчается, уяснив причину вражды, прощает Арчите обман, Палемону — побег и назначает им спустя год явиться на афинском театре с сотней соратников с каждой стороны: рука Эмилии будет наградой победителю.
Победу одерживает Арчита, но он смертельно ранен. На смертном одре Арчита завещает Эмилию другу. Поэма завершается похоронным плачем и свадебным ликованием.

## Интересные факты
«Тезеида» Боккаччо послужила сюжетной основой для одной из новелл «Кентерберийских рассказов» Джеффри Чосера — «Рассказа Рыцаря».
Причём, если в поэме Боккаччо свыше 9000 строк, то новелла Чосера содержит лишь 2250 строк.